# Ruy Blas (film)
Pour les articles homonymes, voir Ruy Blas (homonymie) et Blas.
Pour plus de détails, voir Fiche technique et Distribution.
Ruy Blas est un film réalisé par Pierre Billon, sorti en 1948.
L'histoire est centrée sur un piège que, pour se venger, don Salluste tend à la reine. Sachant que l'un de ses esclaves, Ruy Blas, est secrètement tombé amoureux d'elle, il l'habille comme un noble et l'emmène à la cour. Intelligent et généreux, Blas devient populaire, est nommé Premier ministre (il commence dans cet emploi des réformes utiles) et conquiert le cœur de la reine. Don Salluste revient prendre sa revanche : il dévoile la vérité en humiliant  cruellement Blas : il lui ordonne de fermer la fenêtre et de ramasser son mouchoir, tout en essayant d'expliquer l'état où en est la politique espagnole. Blas le tue et décide de se suicider en s'empoisonnant. Sur le point de mourir, il reçoit le pardon de la reine, qui déclare ouvertement son amour pour lui.

## Synopsis
En 1695, sur une route déserte en direction de Madrid, voyage le duc d'Albe (Gilles Quéant), en compagnie de Ruy Blas (Jean Marais), un jeune étudiant modestement habillé parce que roturier. Les deux hommes sont arrêtés par des brigands. Pris au piège, le duc envoie Ruy Blas demander à don Salluste de Bazan (Marcel Herrand), ministre de la Police, de livrer la rançon que demandent les bandits. Mais Ruy Blas est, sans le savoir, le parfait sosie de Zafari, le chef de la bande. En fait, Zafari n’est autre que don César de Bazan (Jean Marais), propre cousin du ministre.
Don Salluste est en disgrâce à la cour parce que condamné à l’exil par la reine d’Espagne, doña Marie-Anne de Neubourg (Danielle Darrieux). Pour lui échapper, don Salluste cherche à tendre un piège à la jeune reine délaissée par le roi qui ne s’occupe pas plus d’elle que du royaume. Aussi décide-t-il de tirer parti de cette ressemblance entre Ruy Blas et son cousin, en faisant croire à la cour que don César (en réalité Ruy Blas) revient des Indes, et il encourage l’étudiant, habillé noblement, à séduire la souveraine. Ruy Blas qui a connu la jeune reine à Neubourg-sur-le-Danube et en a toujours été amoureux, accepte sa soumission en signant au bas d’un parchemin sa véritable identité de roturier. Dans le même temps, don Salluste fait arrêter le vrai don César et l’envoie aux galères : le ministre de la Police n’a plus qu’à attendre que sonne l’heure de sa vengeance en assistant au déshonneur de la reine.
La reine, malgré la surveillance protocolaire de la duchesse d'Albuquerque (Gabrielle Dorziat), séduite par le courage de ce beau jeune homme noblement habillé, qui a failli mourir pour elle dans un torrent en allant cueillir sa fleur préférée, devient sa maîtresse. Elle va même jusqu’à l’aider à monter au sommet de la hiérarchie du royaume, en le nommant Premier Ministre. Don César, en réalité Ruy Blas, intelligent et généreux, devient populaire en utilisant son pouvoir au service d'une Espagne mise en coupe réglée par des ministres sans scrupules : « Bon appétit messieurs ! ». De son exil, don Salluste, estimant que ce dernier a gravi trop vite l'échelle des honneurs, décide de rentrer à Madrid pour prendre sa revanche : il accuse Ruy Blas de l'assassinat de Don Guritan, alors que c'est le vrai Don César, revenu des galères, qui l'a tué et il ménage une rencontre-piège entre les deux amants aux fins de démasquer la reine. En humiliant cruellement Ruy Blas, don Salluste dévoile la vérité à la reine et la menace de déchéance. Ruy Blas, ne pouvant survivre à cette révélation, poignarde don Salluste et, persuadé que la reine ne lui pardonnera jamais sa forfaiture, avale un poison. Avant de mourir dans les bras de sa bien-aimée, la reine lui accorde le pardon et déclare ouvertement son amour pour lui.
Remarque : Jean Marais interprète, dans un double rôle, Ruy Blas, le personnage sérieux et intrépide, épris de la Reine (« un ver de terre amoureux d’une étoile »), et don César.

## Fiche technique
- Titre : Ruy Blas
- Réalisation : Pierre Billon
- Assistant réalisateur : Michel Boisrond et Jacopo Comin
- Scénario et dialogues : Jean Cocteau d'après la pièce Ruy Blas de Victor Hugo
- Musique : Georges Auric
- Photographie : Michel Kelber
- Montage : Maurice Serein
- Photographe de plateau : Raymond Voinquel
- Costumes : Marcel Escoffier et Jean Zay
- Décors : Georges Wakhévitch
- Production : Georges Legrand et André Paulvé
- Société de production : Productions Georges Legrand / Films André Paulvé
- Sociétés de distribution : Atlantis Film, DisCina
- Pays de production :  France
- Langue : français
- Format : Noir et blanc - Son: Mono
- Genre : Drame romantique
- Durée : 93 minutes
- Dates de sortie : 
  - France, 18 février 1948
  - États-Unis, 2 octobre 1948

## Distribution
- Jean Marais : Ruy Blas & Don César de Bazan
- Danielle Darrieux : La reine d'Espagne
- Marcel Herrand : Don Salluste de Bazan
- Gabrielle Dorziat : La duchesse d'Albuquerque
- Alexandre Rignault : Goulatromba
- Giovanni Grasso : Don Guritan
- Paul Amiot : Le marquis de Santa Cruz
- Jone Salinas : Casilda, la servante
- Gilles Quéant : Le duc d'Albe
- Jacques Berlioz : Un ministre
- Charles Lemontier : Le comte de Camporel
- Pierre Magnier : Le marquis de Priego
- Armand Lurville : L'archevêque

## Autour du film: points de vue
En revisitant l’œuvre de Victor Hugo, Cocteau ne chercha pas la facilité. Car si Hernani suscita une "bataille", l'abracadabrant drame de Ruy Blas ne sut qu'engendrer l'ennui, un ennui académique et poussiéreux, sonnant creux et faux. Cocteau décida d'exhumer le romantique héros, de le ressusciter et de lui insuffler une jeunesse nouvelle.
Dans sa biographie de Danielle Darrieux, Christian Dureau écrit :« Au début de l’année 1948, Jean Cocteau, qui a écrit scénario et dialogues de Ruy Blas, ne met pas lui-même en scène le film que produit Georges Legrand et André Paulvé, lequel offre la réalisation à Pierre Billon. Par contre, Cocteau impose Jean Marais dans le double rôle de Don César de Bazan et de Ruy Blas, ce que le théâtre ne permet pas. Les deux personnages se ressemblent comme des jumeaux. C’est également le grand poète qui demande à Danielle Darrieux si elle veut bien être la reine Marie d’Espagne dans ce drame historique, ayant écrit pour elle quelques années plus tôt le rôle de la princesse de Clèves pour un film qui ne s’était finalement jamais fait. Darrieux accepte avec enthousiasme, séduite par les lettres que Cocteau lui adresse. Durant le tournage, une profonde amitié s’instaure entre les trois protagonistes, Jean Marais se montrant particulièrement attentif à sa partenaire et la mettant à l’aise en toute circonstance.
Pour les scènes de cascades, Billon fait venir quelqu'un pour doubler son acteur. Marais tient ferme pour réaliser lui-même les cascades : il se balance accroché à un lustre en forme de portique à haltères avant  de traverser un vitrail, puis saute pour rebondir sur un cheval qui démarre au galop ; il descend un torrent à Tignes , en nageant dans les eaux glacées et soudain, pris dans un tourbillon du torrent, il est bloqué par un rocher, les pieds émergeant mais la tête sous les flots. Il est sauvé in extremis grâce à une corde lancée par un technicien !
Les spectateurs reprochent au film son manque de lyrisme. En s’éloignant de l’œuvre initiale de Victor Hugo, Cocteau l’a transformée en un simple film d’aventures et en une histoire d’amour illustrant le thème du « ver de terre amoureux d’une étoile ». Insuffisant selon les professionnels pour faire naître une œuvre d’envergure. Danielle Darrieux et Jean Marais s’en sortent pourtant avec les honneurs mais le long métrage est un échec commercial.
Dans sa biographie de Jean Marais, Gilles Durieux écrit : « Si Pierre Billon assurait la mise en scène, c’était Cocteau qui avait désossé le célèbre drame de Victor Hugo pour qu’il puisse être porté à l’écran. « Jean Cocteau et moi-même, déclara le réalisateur (Pierre Billon) avant le tournage, nous nous sommes rencontrés sur la nécessité de faire simple. Il n’était pas possible de restituer, comme au siècle dernier, les palais ruisselants de tentures et les architectures surannées du moindre appartement privé. À vrai dire, notre film se passera de décors. Ou, plus exactement, nous n’indiquons que les armatures du décor. Quelques lignes, quelques tentures et nous cédons le pas à l’imagination du spectateur. » Il en fut apparemment de même pour le texte, simplifié lui aussi. En fait, le poète d’aujourd’hui se plaignit du poète d’hier, trouvant que la pièce de Victor Hugo était une « effrayante mécanique », voire qu’elle « ne tenait pas debout ». […]
La mauvaise humeur de l’adaptateur comme celle de son compagnon comédien fut relayé par un accueil plutôt maussade du public. Ce contre quoi s’éleva, dans les années soixante, le critique  René Gilson, auteur d’une monographie de Jean Cocteau : « Jean Cocteau a donc récrit Ruy Blas. Comme il a bien fait ! Il a recomposé et structuré avec plus de rigueur que Victor Hugo, il a pris la substance du dialogue dans les alexandrins en les décapant, en faisant porter par l’acide précision de sa langue toutes les chevilles, les surplus des mots, les ronronnements rythmiques. Il a écrit un « film actif au possible », a-t-dit, c’est-à-dire un film d’actions, c’est-à-dire un film d’acte, comme on peut dire de son théâtre qu’il est un théâtre d’actes. » Et le spécialiste de Jean Cocteau d’ajouter : « Ce Ruy Blas est un film d’aventures, un film de cape et d’épée, le premier et le plus beau de ceux que tournera plus tard, dans le genre, Jean Marais. » Un avis partagé, dès la sortie du film en 1947, par L'Écran français sous la plume de Jean Vidal : « Reconnaissons que privée de sa substance originelle, mais adroitement construite et mise en images par Pierre Billon avec un goût indéniable, l’histoire de Ruy Blas est un spectacle fort agréable à capter l’attention jusqu’à la fin. Jean Marais joue fort intelligemment et avec une sincérité certaine. Loin de ne compter que sur les avantages de son physique, il s’est efforcé de donner un caractère à chacune de ses incarnations. »
Le film a été tourné aux studio d'Épinay et pour les scènes d'extérieur à Venise et dans la banlieue de Milan.
Box-Office France 1948 - Ruy Blas :  2,45 millions d'entrées